# Phunga kaGumede
Phunga kaGumede (c. 1667 – c. 1727) was een zoon van Gumede kaZulu en zijn opvolger als koning van de Zoeloes van ? tot 1727. Phunga werd bij zijn dood in 1727 opgevolgd door zijn tweelingbroer Mageba kaGumede.
Mnguni · Nkosinkulu · Mdlani · Luzumana · Malandela · Ntombela · Zulu · Gumede · Phunga · Mageba · Ndaba · Jama · Senzangakhona · Shaka · Dingane · Mpande · Cetshwayo · Dinuzulu · Solomon · Cyprian · Goodwill · Misuzulu